# Érsekcsanád
Érsekcsanád este un sat în districtul Baja, județul Bács-Kiskun, Ungaria, având o populație de 2.858 de locuitori (2011). 

## Demografie
Componența etnică a satului Érsekcsanád
     Maghiari (90,66%)
     Germani (5,14%)
     Romi (2,16%)
     Necunoscut (0,68%)
     Alții (1,36%)
Componența confesională a satului Érsekcsanád
     Romano-catolici (41,5%)
     Reformați (13,02%)
     Fără religie (6,4%)
     Necunoscută (38,35%)
     Alte religii (18,09%)
Conform recensământului din 2011, satul Érsekcsanád avea 2.858 de locuitori. Din punct de vedere etnic, majoritatea locuitorilor (90,66%) erau maghiari, existând și minorități de germani (5,14%) și romi (2,16%). Apartenența etnică nu este cunoscută în cazul a 0,68% din locuitori. Nu există o religie majoritară, locuitorii fiind romano-catolici (41,5%), reformați (13,02%) și persoane fără religie (6,4%). Pentru 38,35% din locuitori nu este cunoscută apartenența confesională.